# Svärdlångsvägen
Svärdlångsvägen är en gata i stadsdelen Årsta (informellt Årstaberg) i Söderort inom Stockholms kommun. Gatan ingår i kategorin gatunamn sjöar och vikar och avser sjön Svärdlång i Dalsland. Gatan namngavs 1950.
Gatan sträcker sig från Järnlundsvägen och vid en korsning med Årstabergsvägen till korsningen med Årstavägen/Tavelsjövägen. Buss 160 trafikerar gatan och hållplatsen Årsta gård är den enda hållplatsen på gatan (Årstabergs station ligger vid Svärdlångsplan). Storängsparken och Årstaskogen ligger vid en del av gatan. Vid Svärdlångsvägen 16 ligger Årsta gård.